# Cybianthus gigantophyllus
Cybianthus gigantophyllus är en viveväxtart som beskrevs av J.J. Pipoly. Cybianthus gigantophyllus ingår i släktet Cybianthus, och familjen viveväxter. Inga underarter finns listade i Catalogue of Life.